# 二十里堡站 (大连市)
二十里堡站是大连地铁13号线的地铁站，位于中华人民共和国辽宁省大连市金州区刘大线南侧，于2021年12月28日开通。

## 车站结构
二十里堡站南北设置，为地面侧式站台车站，但车站站厅与站台处于不同高程，其中站台位于车站东侧，设置半高站台门，西侧设置与站台分离的站厅及出入口，站厅付费区有通向站台的乘客地道，乘客地道内设有通向站台的楼扶梯。车站南侧设有一条单渡线与一条侧向存车线。
| 地面              | 站台         | \| 側式 · 開右邊车门 \| \| \| \| \| \| █ 13号线往普兰店振兴街（三十里堡） \| \| \| \| █ 13号线往开发区（十三里） \| \| 側式 · 開右邊车门 \| \| \| |
| 地面              | 出入口及站厅 | A出入口、客服中心、自动售票机、验票机 |
| 側式 · 開右邊车门 |              | |
|                   |              | █ 13号线往普兰店振兴街（三十里堡） |
|                   |              | █ 13号线往开发区（十三里） |
| 側式 · 開右邊车门 |              | |

## 车站出口
二十里堡站仅设1个出口，出口及周围设施如下所示：
| 出口编号                              | 照片 | 出口指示 | 建议前往的目的地 |
| ------------------------------------- | ---- | -------- | ---------------- |
| A出口 · 出口 · 上海地铁无障碍坡道标志 |      | 刘大线   |                  |
| 注： 设有                             |      |          |                  |

## 车站历史
- 2021年12月28日，车站随13号线一期通车开通[1]。